# 職場体験
職場体験（しょくばたいけん）は、中学校等の教育課程の中の特別活動や総合学習などの枠内で、生徒たちに地域社会のさまざまな事業所で、職業の現場を体験させることをいう。
文部科学省は、「生徒が事業所などの職場で働くことを通じて、職業や仕事の実際について体験したり、働く人々と接したりする学習活動」と定義している。職場体験学習（しょくばたいけんがくしゅう）とも呼ばれる。
なお、高等学校や大学で行われる職場研修活動についてはインターンシップと呼ばれる。

## 概要
職場体験の意義は、発達段階に応じた望ましい勤労観や職業観を育み、自らの進路選択、決定に必要な能力や態度を身に付けることにある。
日本の中学校では、過去に職業科という教科において、実習や体験を含む実業に関する教育を実施していたことがある。しかし、義務教育においては日本国憲法による普通教育を行うことの規定（第26条第2項）や、進学率の上昇などといった事情から、実業に関する教育が義務教育の課程から姿を消した。そうした中で、発達段階に相応しい職業意識が不足していたり、進路に対する不安が高まっていたという教育事情がある。
国立教育政策研究所の調べによれば、全国10,240校の公立中学校のうち、89.7%の9,185校で職場体験を実施している（2004年度）。ただし、実施する学年、期間等は、地域や学校の事情によりそれぞれ異なっている。職場体験を実施している学校の約9割が3日以内の実施期間となっており、中には5日以上にわたり行っているケースもある。

## 内容
生徒は、各職場に数名（受け入れ先により様々であるが2人以上5人以下程度が多い）ずつ派遣され、担任の教員が現場を巡回することになる。学校の近く（学校区）の職場が選択される場合が多いが、街の中心部にある学校であれば、市役所、消防署、図書館等の公的機関や、商業施設などの生徒に馴染みのある企業など、受け入れ先に恵まれる場合もある。しかし、中心部からはずれた地域の学校では選択肢が限られるため、多様な体験の機会を失うことになりかねない。そのため、離れた職場に行かざるを得ない場合もある。

## 実践例
- 兵庫県 - トライやる・ウィーク（1998年 - ）
- 富山県 - 14歳の挑戦（1999年 - ）
- 栃木県宇都宮市 - 宮っ子チャレンジウィーク（2002年 - ）

ほか、全国に及ぶ。
上記の実践例の期間は1週間（5日間）である。職場は、一般的に子どもの両親の職場か、子どもが希望する職種の職場である。両親の職場の場合、それが校区の中にない場合や受け入れ困難な場合は学校や地域で参加要請して、了解をもらえた事業所などにお願いすることになる。
兵庫県の学校では、市町内の範囲を原則としているものの、場合によっては教員の巡回距離が1日100キロ近くになることもある。

## 事後活動
職場体験は、体験を元にした事後の活動や指導によってそれを成果とすることが出来る。具体的には、職場体験記録（職場体験日誌、感想、評価）に基づくレポートの作成、体験先に対する礼状の作成、そして、体験内容についての発表や質疑等により、生徒間において体験の共有化を行う。職場体験は、事後活動を行うことで完結する。

## 職場体験中の負傷、賠償責任などについて
生徒が職場体験の活動中に負傷等（負傷、疾病、障害又は死亡）をした場合は、学校管理下における責任の問題となる。その場合は、通常の教育課程における負傷等と同様に、独立行政法人日本スポーツ振興センターの災害共済の給付が行われる。
また、生徒が体験先において他人を負傷させたり、器物を破損した場合等については、主催者である学校または教育委員会が賠償責任を負う。

## 主な体験現場（職場・企業等）
官公庁
役所、海上保安庁、自衛隊、警察署、消防署など
公共施設
公園、動物園、水族館、博物館など
公共交通機関
鉄道事業者、バス事業者、空港など
医療・福祉
病院、診療所、老人福祉施設、福祉作業所など
教育・研究
特別支援学校、小学校、幼稚園、図書館、大学、農業試験場、水産試験場など
ライフライン
電力会社、ガス会社、水道事業者など
製造
自動車工場、部品工場、造船所など
商業
百貨店、スーパーマーケット、ホームセンター、飲食店、書店、コンビニエンスストアなど
報道・通信情報
新聞社、放送局、郵便局、電気通信事業者など

## その他
作家の村上龍は、『13歳のハローワーク』（幻冬舎、2003年、ISBN 4344004299）で、子どもたちが何かしら持っている「～するのが好き」を切り口にして、子どもたちに514種の職業を紹介している。
コロナ禍の職場体験の代わりとして、学校内で職業体験ができる『おしごとなりきり出前道場』がある。
中学生に限らず、職場体験が出来るサービスも出てきている『仕事旅行』『体験入社・職場見学ができる転職サイト「体験入社®」』